# Marko Popović (koszykarz ur. 1984)
Marko Popović (cyr. Марко Поповић; ur. 3 marca 1984 w Sarajewie) – bośniacki koszykarz posiadający także serbskie obywatelstwo, występujący na pozycji rozgrywającego.
15 stycznia 2016 roku został zawodnikiem Startu Lublin.

## Osiągnięcia
Drużynowe
- Uczestnik rozgrywek Ligi Adriatyckiej (2011/12)

Indywidualne
- MVP kolejki serbskiej ligi KLS (7, 17, 19 – 2012/13)[2]
- Lider:
  - strzelców ligi serbskiej (2013)
  - ligi serbskiej w asystach (2013)